# ديليان وايت
ديليان وايت (بالإنجليزية: Dillian Whyte)‏ مواليد 11 أبريل 1988 في جامايكا، هو ملاكم محترف بريطاني يصنف ضمن فئة الوزن الثقيل.

## إحصائيات
خاض خلال مسيرته 20 نزالا، فاز في 19 وخسر في 1. فاز بالضربة القاضية في 15 نزالا.

## الإيقاف والعودة للملاكمة
في العام 2023 تم إيقاف ديليان وايت عن ممارسة الملاكمة نتيجة ظهور نتيجة إيجابية للمنشطات حين تم اجراء الكشف عليه قبل نزاله مع مواطنه أنتوني جوشوا. وفي مارس 2024 تم تبرئته بعد أن تبين أن مكملاً غذائيا ملوثا أدى إلى نتيجة إيجابية لاختبار المنشطات وفقاً لما ذكرته شبكة سكاي سبورتس.

## روابط خارجية
- ديليان وايت على موقع IMDb (الإنجليزية)
- ديليان وايت على موقع بوكس ريك (الإنجليزية) (registration required)
- ديليان وايت على موقع شيردوغ (الإنجليزية)